# Mesostoinae
Mesostoinae (лат.) — подсемейство паразитоидных наездников из семейства Braconidae надсемейства Ichneumonoidea отряда перепончатокрылые.

## Описание
Эндемики Австралии. Члены этого подсемейства демонстрируют половой диморфизм, самцы брахиптерные, с редуцированными нефункционирующими крыльями. Трибы Mesostoini и Hydrangeocolini включают первичных галлообразователей на банксии Banksia и паразитов галлообразующих Cecidomyiidae. Триба Avgini включает паразитоидов листогрызущих Lepidoptera.

## Классификация

### Avgini (Austrohormiini)
- Apoavga Achterberg, 1995[4]
- Austrohormius Belokobylskij, 1989
- Canberria Belokobylskij, 1991
- Doryctomorpha Ashmead, 1900
- Hormiitis van Achterberg, 1995[4]
- Neptihormius van Achterberg & Berry, 2004[5]
  - Neptihormius dipterophagus  Quicke, Ward & van Achterberg, 2019[6]
  - Neptihormius herbaspicatum  Quicke & Ward, 2019
  - Neptihormius stigmellae  van Achterberg & Berry, 2004
  - Neptihormius whakapapa  Quicke & Ward, 2019
- Proavga Belokobylskij, 1989[7][8]
  - Proavga attenuata Papp, 1993
  - Proavga cardalei Belokobylskij, 1989
  - Proavga lativalva Belokobylskij, 1989
  - Proavga longicellula Papp, 1999
  - Proavga madura Papp, 1999

### Hydrangeocolini
- Aspilodemon Fischer, 1966[9]
- Hydrangeocola Brèthes, 1927
  - = Kephalosema Fischer, 1968

### Mesostoini
- Andesipolis Whitfield & Choi, 2004[10][3]
- Opiopterus Szépligeti, 1908[11]
  - Opiopterus parvus Szepligeti, 1908
- Mesostoa Van Achterberg, 1975[12]
  - Mesostoa austini Quicke & Huddleston, 1989
  - Mesostoa compressa Van Achterberg, 1975
  - Mesostoa kerri Austin & Wharton, 1992
- Praonopterus Tobias, 1988[13]
  - Praonopterus laevis Tobias, 1988